# Melitaea pseudoclarisa
Melitaea pseudoclarisa är en fjärilsart som beskrevs av De Sagarra 1930. Melitaea pseudoclarisa ingår i släktet Melitaea och familjen praktfjärilar. Inga underarter finns listade i Catalogue of Life.